# آدورف

نشان شهر آدورف

آدورف نام شهر کوچکی است واقع در شهرستان فوگتلاندکرایس در جنوب غربی ایالت زاکسن (ساکسونی) آلمان.
جمعیت آن در سال ۲۰۰۵ برابر با ۵٬۷۸۹ نفر سرشماری شده است.
شهر آدورف در سال ۱۲۰۰ بنیاد شد. معنی نام آن «دهکده جزیره‌ای» است.